# Бурі (міфологія)
Бурі (Búri) — могутня першолюдина в скандинавській міфології, батько Бора та дід Одіна, головного бога еддичних міфів. Ім'я Бурі фігурує лише в історії створення світу та походження льодових велетнів. Бурі, «гарний, високий та могутній», виник, коли першородна корова Аудумла лизала покриті інеєм солоні брили.
Значення імені Бурі точно не визначено, є різні версії. Відповідно до однієї з них, це ім'я може означати «комора», згідно з іншою — «син». «Бурі» може означати також «джерело», «батько».